# Euller
Euller Elias de Carvalho, född 15 mars 1971, är en brasiliansk tidigare fotbollsspelare.
Euller spelade 6 landskamper för det brasilianska landslaget.